# Richard DeBenedictis
Richard DeBenedictis est un compositeur et acteur né en 1937.
Il a notamment composé la musique dans de la une série télévisée américaine Columbo.

## Filmographie

### comme compositeur
- 1968 : Hawaï police d'État (Hawaii Five-O) (série télévisée)
- 1970 : Un shérif à New York (McCloud) (série télévisée)
- 1972 : Columbo : Étude in Black (TV)
- 1972 : Columbo : The Most Crucial Game (TV)
- 1972 : Columbo : S.O.S. Scotland Yard (Columbo: Dagger of the Mind) (TV)
- 1972 : The Couple Takes a Wife (TV)
- 1973 : Columbo : Requiem for a Falling Star (TV)
- 1973 : Columbo : The Most Dangerous Match (TV)
- 1973 : Columbo : Double Shock (TV)
- 1973 : Columbo : Lovely But Lethal (TV)
- 1973 : Police Story (série télévisée)
- 1973 : Columbo : Any Old Port in a Storm (TV)
- 1973 : Columbo : Candidate for Crime (TV)
- 1973 : Columbo : Double Exposure (TV)
- 1974 : Columbo : Mind Over Mayhem (TV)
- 1974 : Columbo : Swan Song (TV)
- 1974 : Columbo : A Friend in Deed (TV)
- 1974 : Vivre libre ("Born Free") (série télévisée)
- 1974 : Deux cent dollars plus les frais ("The Rockford Files") (série télévisée)
- 1974 : Columbo : An Exercise in Fatality (TV)
- 1974 : This Is the West That Was (TV)
- 1975 : Columbo : Troubled Waters (TV)
- 1975 : The Big Rip-Off (TV)
- 1975 : The Manchu Eagle Murder Caper Mystery (en)
- 1975 : Doc (série télévisée)
- 1975 : The Family Holvak (série télévisée)
- 1975 : Phyllis (série télévisée)
- 1976 : Spencer's Pilots (série télévisée)
- 1976 : The Return of the World's Greatest Detective (TV)
- 1976 : Quincy ("Quincy M.E.") (série télévisée)
- 1976 : Columbo : Old Fashioned Murder (TV)
- 1977 : Le Voyage extraordinaire ("The Fantastic Journey") (série télévisée)
- 1977 : The Deadly Triangle (TV)
- 1977 : The Betty White Show (série télévisée)
- 1977 : The Oregon Trail (série télévisée)
- 1978 : Crisis in Sun Valley (TV)
- 1978 : Ziegfeld: The Man and His Women (en) (TV)
- 1979 : Chère détective (TV)
- 1979 : Double Take
- 1979 : Delta House (série télévisée)
- 1979 : Murder by Natural Causes (TV)
- 1979 : Dear Detective (série télévisée)
- 1985 : Perry Mason Returns (TV)
- 1986 : Perry Mason: The Case of the Notorious Nun (TV)
- 1986 : Perry Mason: The Case of the Shooting Star (TV)
- 1987 : Perry Mason: The Case of the Lost Love (TV)
- 1987 : Perry Mason: The Case of the Sinister Spirit (TV)
- 1987 : La loi est la loi (Jake and the Fatman) (TV)
- 1987 : Perry Mason: The Case of the Murdered Madam (TV)
- 1987 : Perry Mason: The Case of the Scandalous Scoundrel (TV)
- 1988 : Perry Mason: The Case of the Avenging Ace (TV)
- 1988 : Dans la chaleur de la nuit ("In the Heat of the Night") (série télévisée)
- 1988 : Perry Mason: The Case of the Lady in the Lake (TV)
- 1989 : Perry Mason: The Case of the Lethal Lesson (TV)
- 1989 : Perry Mason: The Case of the Musical Murder (TV)
- 1989 : Perry Mason: The Case of the All-Star Assassin (TV)
- 1990 : Perry Mason: The Case of the Poisoned Pen (TV)
- 1990 : Perry Mason: The Case of the Desperate Deception (TV)
- 1990 : Perry Mason: The Case of the Silenced Singer (TV)
- 1990 : Perry Mason: The Case of the Defiant Daughter (TV)
- 1991 : Perry Mason: The Case of the Ruthless Reporter (TV)
- 1991 : Perry Mason: The Case of the Maligned Mobster (TV)
- 1991 : Perry Mason: The Case of the Glass Coffin (TV)
- 1991 : Perry Mason: The Case of the Fatal Fashion (TV)
- 1992 : Diagnostic : Meurtre (TV)
- 1992 : Perry Mason: The Case of the Fatal Framing (TV)
- 1992 : The House on Sycamore Street (TV)
- 1992 : Perry Mason: The Case of the Reckless Romeo (TV)
- 1992 : Perry Mason: The Case of the Heartbroken Bride (TV)
- 1992 : Un seul suffira (Columbo: A Bird in the Hand ...) (TV)
- 1993 : A Twist of the Knife (TV)
- 1993 : Perry Mason: The Case of the Skin-Deep Scandal (TV)
- 1993 : Perry Mason: The Case of the Telltale Talk Show Host (TV)
- 1993 : Columbo - Le meurtre aux deux visages (Columbo: It's All in the Game) (TV)
- 1993 : Columbo : Butterfly in Shades of Grey (TV)
- 1993 : Perry Mason: The Case of the Killer Kiss (TV)
- 1993 : A Perry Mason Mystery: The Case of the Wicked Wives (TV)
- 1994 : Columbo change de peau (Columbo: Undercover) (TV)
- 1994 : A Perry Mason Mystery: The Case of the Lethal Lifestyle (TV)
- 1994 : Ray Alexander: A Taste for Justice (TV)
- 1994 : A Perry Mason Mystery: The Case of the Grimacing Governor (TV)
- 1995 : A Perry Mason Mystery: The Case of the Jealous Jokester (TV)
- 1995 : Columbo : Une étrange association (Columbo: Strange Bedfellows) (TV)
- 1997 : Columbo : La griffe du crime (Columbo: A Trace of Murder) (TV)
- 1997 : Melanie Darrow (TV)
- 1998 : Columbo - En grande pompe (Columbo: Ashes to Ashes) (TV)
- 2000 : Columbo - Meurtre en musique (Columbo: Murder with Too Many Notes) (TV)

### comme acteur
- 1975 : Funny Lady : Pianist